# Wyspa Annienkowa
Wyspa Annienkowa (pierwotnie Pickersgills Island) – niezamieszkana wyspa na Oceanie Atlantyckim, należąca do brytyjskiego terytorium zamorskiego Georgia Południowa i Sandwich Południowy. Ma nieregularny kształt, około 6,4 km długości, najwyższe wzniesienie o wysokości 650 m, leży 13 km od południowego wybrzeża Georgii Południowej.

## Historia
Została odkryta w styczniu 1775 przez wyprawę Jamesa Cooka i nazwana Pickersgills Island dla upamiętnienia porucznika Richarda Pickergilla z załogi HMS "Resolution". Odkryta ponownie w 1819 roku przez rosyjską ekspedycję Bellinghausena i nazwana Wyspą Annienkowa na cześć porucznika Michaiła Annienkowa ze szkunera "Mirnyj".

## Geografia
Najwyższym punktem na wyspie jest szczyt Olstad Peak, który wznosi się na wysokość 650 metrów. Nazwany został na cześć Ola Olstada, norweskiego zoologa, członka ekspedycji badawczych Haralda Horntvedta w latach 1927–1928 i Nilsa Larsena (1928–1929).
W centralnej części wyspy znajduje się jezioro Intrusion, mające ponad 300 m długości, położone na północny wschód od szczytu Olstad Peak.